# Moenkhausia lopesi
Moenkhausia lopesi är en fiskart som beskrevs av Heraldo A. Britski och De Silimon 2001. Moenkhausia lopesi ingår i släktet Moenkhausia och familjen Characidae. Inga underarter finns listade i Catalogue of Life.